# Bilina Wielka
Bilina Wielka (ukr. Велика Білина, Wełyka Biłyna) – wieś na Ukrainie w rejonie samborskim należącym do obwodu lwowskiego.